# Читалмари (подокруг)
Читалмари (бенг. চিতলমারি, англ. Chitalmari) — подокруг на юге Бангладеш. Входит в состав округа Багерхат. Образован в 1880 году. Административный центр — город Читалмари. Площадь подокруга — 192 км². По данным переписи 1991 года численность населения подокруга составляла 127 524 человек. Плотность населения равнялась 664 чел. на 1 км². Уровень грамотности населения составлял 37 %. Религиозный состав: мусульмане — 60.45 %, индуисты — 39.35 %, прочие — 2 %.